# Cratere North Ray
Il cratere North Ray è un piccolo cratere situato nell'altopiano Descartes sulla Luna visitato dagli astronauti della missione Apollo 16. Il nome del cratere venne formalmente adottato dalla IAU nel 1973. È il più grande cratere in cui gli astronauti prelevarono campioni durante il programma Apollo.
Il modulo lunare (LM) dell'Apollo 16 Orion atterrò tra i crateri North Ray e South Ray il 21 aprile 1972. Gli astronauti John Young e Charles Duke esplorarono l'area nel corso di tre attività extraveicolari utilizzando il rover lunare. 
Il cratere North Ray ha un diametro di circa 1 km e una profondità di circa 240 metri. Gli astronauti osservarono che i 50 metri superiori del pendio sono dolci, ma che diventano ripidi sotto i 50 metri non riuscendo ad osservarne il fondo. I pendii interni sono ricoperti da massi larghi fino a 5 metri. Un enorme masso, 10 metri di altezza e 20 metri di lunghezza, noto come House Rock, si trova vicino al bordo sud-orientale. Un masso più piccolo, quasi certamente un frammento di House Rock,, è ufficialmente noto come South Boulder ma non ufficialmente noto come Outhouse Rock.